# Улянув
Уля́нув (пол. Ulanów) — місто в піденно-східній Польщі, у місці впадання річки Танев до Сяну.
Належить до Ніжанського повіту Підкарпатського воєводства.

## Демографія
Демографічна структура станом на 31 березня 2011 року:
|          | Загалом | Допрацездатний вік | Працездатний вік | Постпрацездатний вік |
| -------- | ------- | ------------------ | ---------------- | -------------------- |
| Чоловіки | 731     | 149                | 506              | 76                   |
| Жінки    | 762     | 131                | 457              | 174                  |
| Разом    | 1493    | 280                | 963              | 250                  |